# Істбрук (Мен)
Істбрук (англ. Eastbrook) — місто (англ. town) в США, в окрузі Генкок штату Мен. Населення — 424 особи (2020).

## Демографія
Згідно з переписом 2010 року, у місті мешкали 423 особи в 186 домогосподарствах у складі 120 родин. Було 504 помешкання
Расовий склад населення:
| - 97,6 % — білих - 0,7 % — корінних американців - 0,2 % — чорних або афроамериканців |

До двох чи більше рас належало 1,4 %. Частка іспаномовних становила 0,7 % від усіх жителів.
За віковим діапазоном населення розподілялося таким чином: 19,9 % — особи молодші 18 років, 67,1 % — особи у віці 18—64 років, 13,0 % — особи у віці 65 років та старші. Медіана віку мешканця становила 46,8 року. На 100 осіб жіночої статі у місті припадало 101,4 чоловіків;  на 100 жінок у віці від 18 років та старших — 100,6 чоловіків також старших 18 років.
Середній дохід на одне домашнє господарство  становив 46 124 долари США (медіана — 41 797), а середній дохід на одну сім'ю — 43 131 долар (медіана — 42 212). Медіана доходів становила 33 750 доларів для чоловіків та 31 875 доларів для жінок. За межею бідності перебувало 29,6 % осіб, у тому числі 83,7 % дітей у віці до 18 років та 3,4 % осіб у віці 65 років та старших.
Цивільне працевлаштоване населення становило 157 осіб. Основні галузі зайнятості: будівництво — 28,0 %, освіта, охорона здоров'я та соціальна допомога — 21,0 %, роздрібна торгівля — 12,7 %, науковці, спеціалісти, менеджери — 7,6 %.